# 偕萬來
偕萬來（1932年—2008年12月25日），臺灣花蓮縣豐濱鄉新社村噶瑪蘭族人，鄉公所人員，中晚年時致力於復興噶瑪蘭族，被尊為「噶瑪蘭族之父」。

## 家世
曾祖偕武台（又名偕武歹）、祖父偕九脈（又名偕九嘪、偕玖買）皆曾擔任過噶瑪蘭族貓里霧罕社（今宜蘭縣壯圍鄉東港村）頭目，父子倆人在1883年8月19日接受馬偕受洗成為基督教徒 。當時，住在偕九脈家作傳教工作的馬偕，一次要叫助手「wudie」，竟同時有三個族人跑出來，於是馬偕就建議偕九脈為族人取漢名，並寫了一些漢姓讓大家選，而偕九脈自己抽到「偕」，從此整個家族就姓偕。父親偕八寶也在次年2月18日接受馬偕受洗，日後在花蓮傳教。
偕萬來家中還藏有偕九脈的頭目印鑑，視為噶瑪蘭族命脈的重擔。

## 生平
偕萬來1932年出生於今花蓮縣豐濱鄉新社村，有一兄六姊。幼年喪母，由長兄偕連成、四姊偕玉女扶養長大。豐濱鄉當地有法國來的裴德神父多年來以用羅馬拼音拼噶瑪蘭語，並用噶瑪蘭語為噶瑪蘭耆老紀錄故事。國小畢業後，他隨伯父遷至壽豐鄉豐裡村，1946年考進鳳林初中（今花蓮縣鳳林國中），因家境清貧，無力繳交學費，致無法完成學業，十七歲時到豐濱派出所作工友，學習漢字。從小以為自己是漢人的他，直到十八歲時父親才告真實的族群身分。1949年到新社村與親屬蔡阿生耕農。
1959年，偕萬來任新社村村幹事，後在豐濱鄉公所任職，在公職時開始接觸新社村尚存的噶瑪蘭風俗，並學習噶瑪蘭語。1984年，他遇到在台灣長期研究噶瑪蘭族的日本語言學者，從後者知道，往後噶瑪蘭子孫若要學習自身歷史文化，唯一的途徑，恐怕就是到日本去尋找。台灣1980年代，他開始「一人尋根」行動，復興噶瑪蘭族文化。1986年某日，他走進宜蘭縣文化中心，向編纂文獻者說：「我叫偕萬來，我是噶瑪蘭人！」頓時引起辦公室人員注意。1988年他因洗腎而退休，每星期有三日需洗腎，要先坐車到花蓮市，再坐車回豐濱新社，這段路在濱海公路單趟車程就要一個多小時。洗腎長達21年，他仍為復振噶瑪蘭族奔走。
1991年，偕萬來受傳播噶瑪蘭文化的女婿楊功明之邀，來宜蘭教導噶瑪蘭語。他以自己求學時的記憶，及參考日本學者清水純學習噶瑪蘭語的紀錄，編成母語教材。第一次教學選在宜蘭縣五結鄉利澤國小校園大樹下，邊彈風琴邊教唱歌謠的偕萬來對噶瑪蘭族後裔的學童說：「tama，你不聽話時，你爸爸會不會打？會不會罵？會嗎！喔！打是國語喔，罵也是國語喔，所以又打又罵就是tama！」以生動活潑的教學，讓兒童學習簡單的噶瑪蘭話。
之後偕萬來多次在宜蘭縣各小學教授，並引起媒體報導。他認為族群最重要的文化要從語言開始外，歌謠也很重要，因此此促成噶瑪蘭歌謠CD及錄音帶的錄製及宣廣流傳。他協助編成教育部版噶瑪蘭母語教材，協助音樂學者或文化工作者用羅馬拼音解釋噶瑪蘭詞彙，鼓勵族人報考噶瑪蘭族語考試；也將基督教主禱文、信仰告白、聖詩等信仰篇章譯成噶瑪蘭語；更帶領噶瑪蘭族親，於1994年前往立法院請願請將噶瑪蘭族列為台灣原住民族。
噶瑪蘭後裔欲學習母語，還得至花蓮向偕萬來請教。新社部落在他等人的努力之下，舉辦了噶瑪蘭傳統豐年祭，恢復了召請祖靈、捕魚等傳統歌謠，這兩首旋律悠閒和緩，和其他原住民高亢、強烈的音樂風格截然不同。偕萬來女兒偕淑月也在多年嘗試失敗後，成功復織噶瑪蘭族傳統新娘裙，使技藝得以傳承。
偕萬來每天寫民族大事記，如1996年某月某日到政大民族所演講爭取支持，某日關心噶瑪蘭運動和文化的學者來新社家訪等。他家中有整櫃的檔案，多冊的正名陳情書、活動剪報等。他曾對政治大學學者王雅萍表示自己來日不多，只能紀錄好每件事，讓族人以後有史可尋。
政大民族系教授林修澈完成民族認定報告後，2002年12月25日，行政院正式宣布噶瑪蘭族為臺灣原住民第十一族，偕萬來因此被尊為「噶瑪蘭族之父」。當時時任行政院長的游錫堃出席噶瑪蘭族復名茶會時，對噶瑪蘭人道歉，並宣示國家把你們的名字「還給你們」。偕萬來代表族人致詞時喜極而泣說：「噶瑪蘭族的民族運動之路走得實在很辛苦，光在凱達格蘭大道，就來來回回走了10幾年，終於等到這一天。」
2008年12月25日，偕萬來去世，忌日巧好為噶瑪蘭的復名紀念日，次年1月2日在新社國小舉辦告別式，來自宜蘭、台東各地的噶瑪蘭族人都到場追思，為他的靈柩覆蓋族旗。

## 身後
2021年3月18日，台北西區扶輪社頒發台灣文化獎表彰偕萬來生前成功爭取族群正名的貢獻，是該獎項設置首度頒給已故得獎者。由遺孀嚴玉英率家人北上領獎，表示將捐出獎金培育部落學子。

## 外部連結
- 偕萬來─噶瑪蘭的薪傳 （页面存档备份，存于）